# Charadrius
Charadrius is een geslacht van vogels uit de familie van de kieviten en plevieren (Charadriidae). Het geslacht telde 33 soorten maar de meeste soorten zijn naar het genus Anarhynchus overgeheveld. Er zijn nog 11 soorten in Charadrius.

## Soorten
- Charadrius vociferus Linnaeus, 1758 – Killdeerplevier
- Charadrius hiaticula Linnaeus, 1758 – Bontbekplevier
- Charadrius semipalmatus Bonaparte, 1825 – Amerikaanse bontbekplevier
- Charadrius melodus Ord, 1824 – Dwergplevier
- Charadrius cucullatus Vieillot, 1818 – Zwartkopplevier
- Charadrius forbesi (Shelley, 1883) – Forbes' plevier
- Charadrius tricollaris Vieillot, 1818 – Driebandplevier
- Charadrius melanops Vieillot, 1818 – Maskerplevier
- Charadrius novaeseelandiae Gmelin, JF, 1789 – Nieuw-Zeelandse plevier
- Charadrius dubius Scopoli, 1786 – Kleine plevier
- Charadrius placidus Gray, JE & Gray, GR, 1863 – Japanse bontbekplevier